# Środowisko naturalne Kłodzka

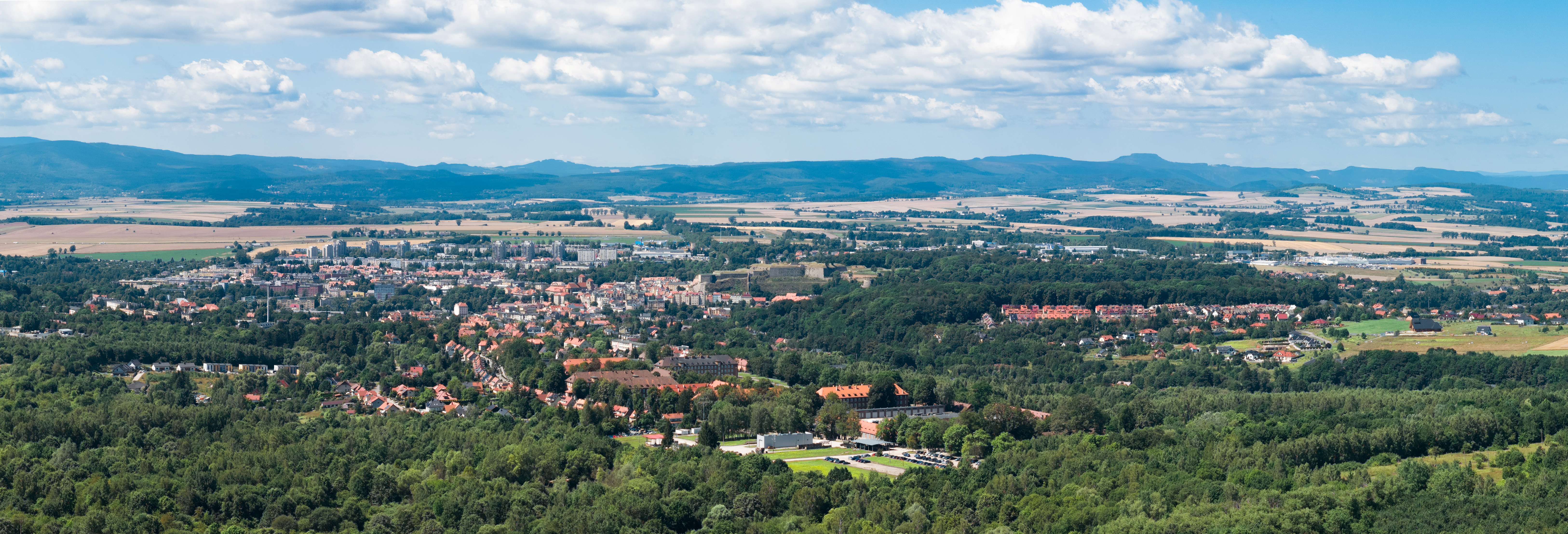
Panorama Kłodzka

Środowisko naturalne Kłodzka – składa się na nie całość zagadnień dotyczących geografii i geologii, hydrologii, gleboznawstwa i klimatologii miasta Kłodzka.

## Geografia

### Położenie geograficzne
Kłodzko leży w południowo-zachodniej Polsce, w południowej części woj. dolnośląskiego, w północno-wschodniej części powiatu kłodzkiego, tworząc osobną gminę miejską.
Miasto położone jest w Sudetach, w północno-wschodniej części Kotliny Kłodzkiej, u południowo-zachodnich podnóży Gór Bardzkich. Położenie centrum miasta (rynku) wyznaczają współrzędne geograficzne 50°26′N 16°39′E/50,433333 16,650000. Miasto obejmuje obszar 24,84 km². Najniższy punkt jest położony niedaleko ujścia Ścinawki do Nysy Kłodzkiej, na północy Ustronia, na wysokości ok. 280 m n.p.m., a najwyższym wzgórze Szyndzielnia, którego wysokość sięga 431 m n.p.m. w północno-wschodniej części miasta.
Granice administracyjne miasta wyznaczają:
- na północy ujście Ścinawki do Nysy Kłodzkiej,
- na wschodzie schodzą w dolinę Jodłownika na granicy Mariańskiej Doliny i Wojciechowic, a następnie przez grzbiet odchodzący od Kłodzkiej Góry w Górach Bardzkich, a ciągnący się po Owczą Górę, schodzą przez kulminację do doliny Jaszkówki, na granicy z Jaszkową Dolną,
- na południu biegną wzdłuż skraju wyraźnej terasy Doliny Nysy Kłodzkiej, aż do ujścia Białej Lądeckiej. Stąd na południowym zachodzie zboczem Czerwoniaka przechodzi w dolinę Bystrzycy Dusznickiej na granicy Starego Wielisławia i Książka. Potem w górę Bystrzycy Dusznickiej do Zagórza,
- na zachodzie ciągną się przez rozległy płaskowyż obok Mikowic do Leszczyn.

| Rodzaj               | Powierzchnia (ha) | %      |
| -------------------- | ----------------- | ------ |
| użytki rolne         | 1557              | 62,71% |
| tereny zamieszkane   | 875               | 35,24% |
| lasy                 | 51                | 2,05%  |
| Powierzchnia wsi (Σ) | 2483              | 100%   |

### Warunki naturalne
Rozciągłość zabudowań miejskich w kierunku południkowym wynosi ok. 7,6 km, a w kierunku równoleżnikowym ok. 6,4 km. Oś całego zespołu miejskiego wyznacza Nysa Kłodzka wraz z dopływami. W samym mieście od Nysy oddziela się Młynówka, obejmująca dużą wyspę, na której leży dawne Przedmieście Piasek oraz osiedle Nysa.
Przebieg procesów tektonicznych na obszarze północno-wschodniej ziemi kłodzkiej przyczynił się do tego, że lekko na północny wschód od centrum Kotliny Kłodzkiej zbiegają się doliny wszystkich ważniejszych rzek regionu, zasilanych z okolicznych gór. Już w południowo-zachodniej części miasta do Nysy Kłodzkiej uchodzi Bystrzyca Dusznicka, zaś przed samym Kłodzkiem – Biała Lądecka. W samym mieście do rzeki dołączają niewielkie potoki.

## Budowa geologiczna

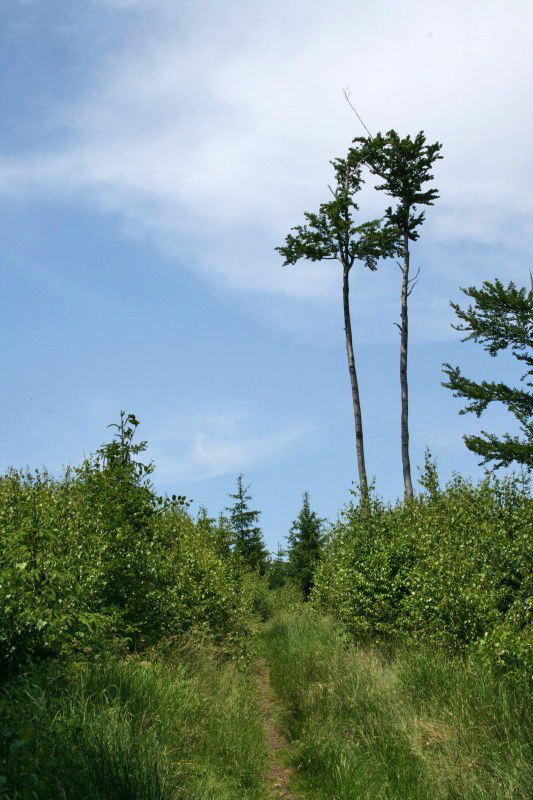
Szczyt Kłodzkiej Góry

### Paleozoik i mezozoik
Współczesny krajobraz Kłodzka jest następstwem wielokrotnie powtarzających się i zróżnicowanych procesów zachodzących w tym miejscu w skorupie ziemskiej, które miały ścisły związek z obszarem całych Sudetów. Ustalenia dotyczące najstarszych dziejów geologicznych Kotliny Kłodzkiej, dotyczą początku paleozoiku (570–500 mln lat). Rozciągało się tu wtedy morze o charakterze geosynkliny, które cechowało się dużym zróżnicowaniem w jego poszczególnych częściach. Między kambrem a ordowikiem (500–440 mln) doszło do ruchów górotwórczych, w wyniku których starsze osady z dna kotliny zostały intensywnie przefałdowane wraz ze znacznie starszymi skałami krystalicznymi podłoża. W czasie kończących się ruchów kalcedońskich dało się zauważyć spłycenie basenów morskich i częściowa regresja zalewu. Początek karbonu (240–285 mln lat) przyniósł ze sobą początek wielkich zmian w tym rejonie Sudetów, w wyniku których doszło do rozwoju niecki śródsudeckiej na północny zachód od Kłodzka. W okresie permu teren Kłodzka był zrównany i lekko falisty, co spowodowało, że na teren ten wkroczył zalew morza cechsztyńskiego. Era mezozoiczna (240–67 mln lat) była przeważnie sucha.

### Kenozoik
Obecna era geologiczna – kenozoiczna (od 67 mln lat) przyniosła wiele wydarzeń, które w sposób bezpośredni rzutują na obecne stosunki geologiczne. Nastąpiły silne ruchy górotwórcze: ortogeneza saksońska i alpejska. Około 26 mln lat temu średnie temperatury na tym terenie wynosiły ok. 20° przy opadach 1200–1800 mm. Następnie panowały warunki klimatyczne zbliżone do obecnej sawanny afrykańskiej. W tym czasie (ok. 25–10 mln lat) pra-Nysa Kłodzka rzeźbiła w podłożu liczne meandry na północ od obecnego Kłodzka. Ortogeneza młodosaksońska przyniosła wypiętrzenie się Masywu Śnieżnika oraz wycięcie dookolnymi uskokami tektonicznymi Kotliny Kłodzkiej. Z kolei plejstocen przyniósł ogólne zlodowacenie, które zostało zakończone 430–240 tys. lat temu, w tym czasie Nysa Kłodzka odtwarzając swój bieg nie trafiła na stare koryto, które poprzednio wyrzeźbiła na zachód od Fortecznej Góry na odcinku: Książek – most kolejowy na Ścinawce przez Mikowice i Leszczyny. W związku z tym wraz z wodami roztopowymi wytworzyły nową dolinę w jej obecnym przebiegu przez centrum Kłodzka.

## Klimat
Kłodzko podobnie jak pozostałe części Sudetów leży na klimatycznej strefie przejściowej, z niewielką przewagą klimatu kontynentalnego. Średnia temperatura roku ustalona na podstawie badań z lat 1881–1930 wynosi 7,4 °C, z kolei roczna amplituda sięga 19,3°. Najcieplejszym miesiącem w roku jest lipiec z temperaturą 16,9 °C, a najzimniejszy jest styczeń ze średnią –2,4 °C. Przedwiośnie z temperaturami przekraczającymi 0 °C zaczyna się w Kłodzku między 26 a 28 lutego, wiosna z temperaturami powyżej 5 °C zaczyna się w okresie 31 marca-5 kwietnia. Lato trwa tylko 15–17 tygodni, licząc temperaturę powyżej 15 °C. Równie krótka jest zima: 1–12 tygodni, przy czym opady śniegu występują przez 186 dni w ciągu roku. Opady atmosferyczne zamykają się w granicach 600–700 m.

## Warunki hydrologiczne

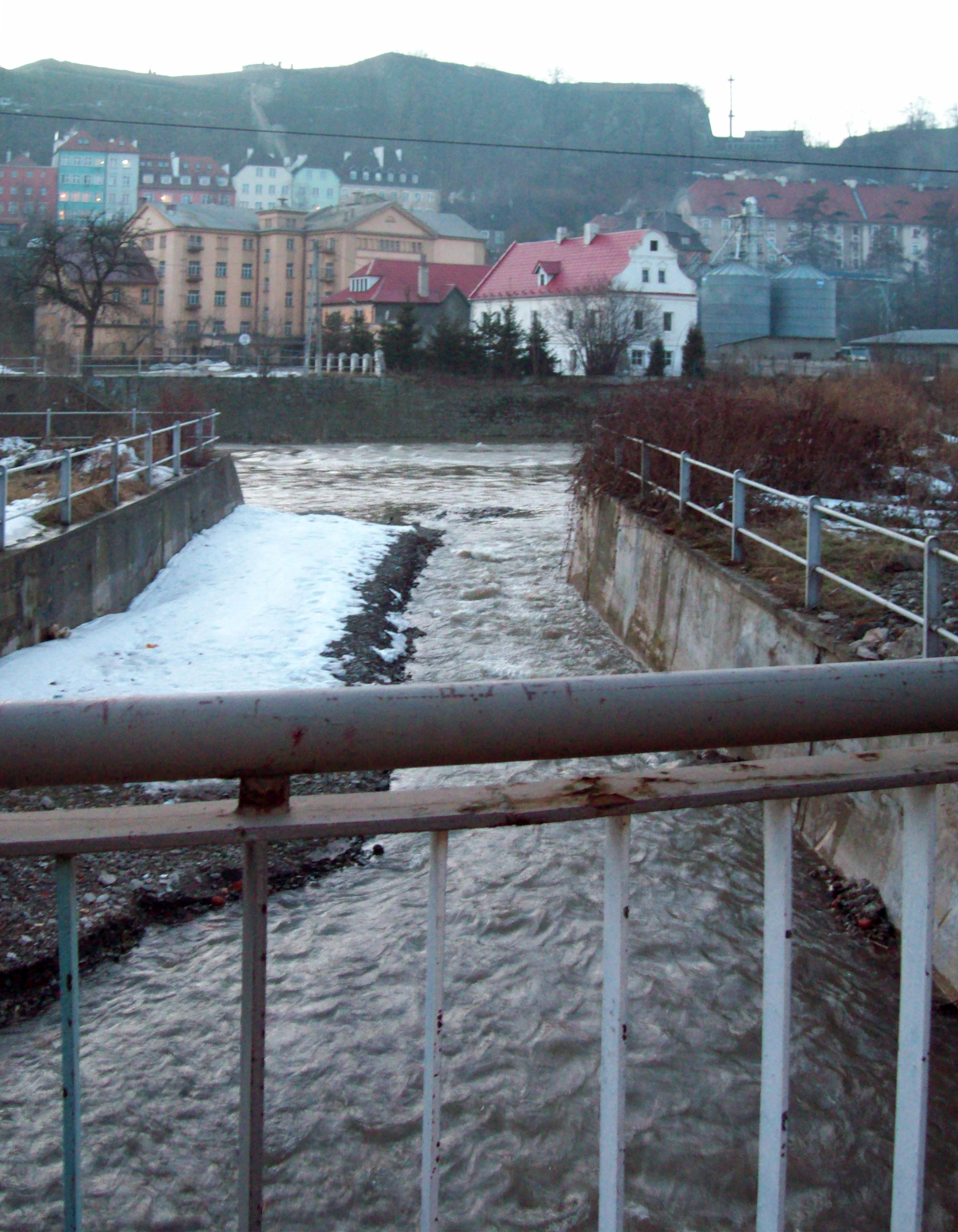
Jodłownik wpływający do Nysy Kłodzkiej

Kłodzko rozwinęło się nad Nysą Kłodzką, będącą największą rzeką ziemi kłodzkiej i stanowiąca dopływ Odry I rzędu. W obrębie miasta uchodzą do niej tylko małe cieki o charakterze potoków, wśród których wyróżnia się Jodłownik, zaliczany do II rzędu. Powyżej niego do Nysy Kłodzkiej wpływa Bystrzyca Dusznicka i Jaszkówkę. Przed samym Kłodzkiem zasilana jest ona jeszcze przez Białą Lądecką, a poza terytorium miasta na północy przez Ścinawkę.
Specyfika położenia Kłodzka oraz zbieg kilku ważniejszych cieków przyczynia się czasem do znacznych szkód na skutek spiętrzenia wód Nysy Kłodzkiej. Do największych powodzi należały te z lat: 1310, 1938 i 1997. W samym mieście rzeka ma umocnione brzegi, których obmurowanie z kamienia sięga w centrum 4 m wysokości. Nysa tworzy tu także Młynówkę, zasilającą kiedyś dwa młyny i wydzielającą Wyspę Piasek.

## Gleby
Zmienność substratu, z którego utworzone zostały gleby położone w okolicy Kłodzka, jest stosunkowo niewielka. W przeważającej mierze dominują żyzne utwory lessowe. Poza tym występują jeszcze pseudobielice, położone w okolicy Boguszyna. W dolinach rzecznych występują mady. W użytkowaniu gruntów rolnych dominuje kierunek orny, obejmujący ok. 65% powierzchni.